# 結構型模式
在軟體工程中結構型模式是設計模式，藉由一以貫之的方式來了解元件間的關係，以簡化設計。

## 舉例
- 適配器模式：將一個物件的介面'轉接'成當事人預期的樣子。
  - 翻新介面模式[1][2]: 同時使用多個類別的介面的適配器。
  - 適配器導管：因除錯目的而使用多個適配器。[3]
- 聚集模式：一種組合模式的版本，包含用於聚集子成員的成員函式。
- 橋接模式：將一個抽象與實現解耦，以便兩者可以獨立的變化。
  - 墓碑模式：一種中介的查詢物件，包含物件的實際位址。[4]
- 組合模式：樹狀結構的物件，每個物件有相同的介面
- 修飾模式：對一個執行的類別，若使用繼承方式加上新功能可能會新類別的數量呈指數型地增加，可使用此模式來解決。
- 擴充模式：亦即框架，將複雜的程式碼隱藏在簡單的介面後
- 门面模式：對於已有的介面建立一個簡化的介面以簡化使用共通任務。
- 享元模式：通過共享以便有效的支持大量小顆粒對象。
- 代理模式：為其他對象提供一個代理以控制對這個對象的訪問。
- 導線及過濾器模式：一串的處理者，其中每個處理者的輸出是下一個的輸入
- 私有類別資料模式：限制存取者／修改者的存取。

## 另見
- 行為型模式
- 創建型模式
- 併發型模式